# Dawson County (Texas)
Dawson County je okres ve státě Texas v USA. K roku 2010 zde žilo 13 833 obyvatel. Správním městem okresu je Lamesa. Celková rozloha okresu činí 2 336 km².